# Poligny (Jura)
Poligny ist eine französische Gemeinde mit 4089 Einwohnern (Stand: 1. Januar 2022) im Département Jura in der Region Bourgogne-Franche-Comté. Sie gehört zum Arrondissement Dole und ist Verwaltungssitz des Gemeindeverbands Communauté de communes Arbois, Poligny, Salins, Cœur du Jura. Das Bureau centralisateur des gleichnamigen Kantons befindet sich in Poligny.
Die am Jurafuß gelegene Kleinstadt mit spätmittelalterlichem Stadtkern ist ein Zentrum des Weinbaus und der Milchverarbeitung.
Sie entstand mit Wirkung vom 1. Januar 2025 als Commune nouvelle durch Zusammenlegung der bis dahin selbstständigen Gemeinden Poligny und Vaux-sur-Poligny, die fortan den Status als Communes déléguées besitzen. Der Verwaltungssitz befindet sich im Ort Poligny.

## Gemeindegliederung
| Commune déléguée          | Ehemaliger INSEE-Code | PLZ   | Fläche (km²) | Einwohnerzahl (2022) |
| ------------------------- | --------------------- | ----- | ------------ | -------------------- |
| Poligny (Verwaltungssitz) | 39434                 | 39800 | 50,22        | 4.007                |
| Vaux-sur-Poligny          | 39548                 | 39800 | 01,26        | 0082                 |

## Geografie
Poligny liegt etwa 21 Kilometer nordöstlich von Lons-le-Saunier und etwa 33 Kilometer südsüdöstlich von Dole in der historischen Provinz der Franche-Comté. Die Gemeinde erstreckt sich am westlichen Rand des Jura-Gebirges, am Rand des Flachlands von Dole und dem Talkessel von Vaux (Culée de Vaux), der in den westlichen Teil des Plateau Lédonien (erstes Juraplateau) eingeschnitten ist. Überragt wird der Ort Poligny von zwei markanten Felsvorsprüngen am Rand des Plateaus, dem Croix du Dan (mit Eisenkreuz) im Süden und dem Roche du Pénitent im Osten. Das Zentrum liegt auf etwa 325 m Höhe.
Die Fläche des Gemeindegebiets umfasst einen Abschnitt am westlichen Rand des französischen Juras. Das Gebiet zerfällt in zwei nur durch einen schmalen Streifen miteinander verbundene Teile, die auch naturräumlich sehr verschieden geprägt sind. Der westliche Gemeindeteil mit dem Ort Poligny liegt in der Ebene von Dole. Der Ort Vaux-sur-Poligny erstreckt sich im Jura, in der Culée de Vaux, einem Erosionstal, das rund 150 m in den westlichen Teil des Plateau Lédonien (erstes Juraplateau) eingeschnitten ist und verschiedenenorts von markanten Felswänden gekrönt wird.
Mit einem schmalen Streifen ist das Gemeindeareal über den Bois de Buvilly (bis 615 m) mit dem größeren östlichen Teil verbunden. Dieser Abschnitt wird von der Hochfläche des Plateau Lédonien eingenommen, die durchschnittlich auf 580 m liegt. Er umfasst mit der Forêt de Poligny ein großes zusammenhängendes Waldgebiet. Mit 626 m wird hier die höchste Erhebung der Gemeinde erreicht. Das Plateau besitzt keine oberirdischen Fließgewässer, weil das Niederschlagswasser im verkarsteten Untergrund versickert.
Die Gemeinde liegt im Einzugsgebiet der Rhone und wird vom Orain, der Glantine, die im Ort Vaux-sur-Poligny entspringt, und verschiedenen kleineren Bächen entwässert.
Teile des Gebiets von Poligny gehören zum 21 Hektar großen Natura 2000-Schutzgebiet „Réseau de cavités à Minioptères de Schreibers en Franche-Comté (6 cavités)“ (FR4301351) und zu vier ZNIEFF-Naturzonen.
Nachbargemeinden von Poligny sind Tourmont, Grozon, Buvilly, Pupillin und Arbois im Norden, Molain und Besain im Osten, Picarreau, Le Fied, Chamole, Chaussenans, Barretaine, Plasne, Miéry im Süden sowie Saint-Lothain im Westen.

## Sehenswürdigkeiten
Ort Poligny
- Kirche Notre-Dame de Mouthier-le-Vieillard aus dem 12. und 14. Jahrhundert, seit 1911 als Monument historique klassifiziert
- Gotische Kollegiatkirche Saint-Hippolyte aus dem 15. und 17. Jahrhundert, seit 1911 als Monument historique klassifiziert. Sie birgt zahlreiche Ausstattungsgegenstände, die in der Base Palissy gelistet sind, darunter eine große Anzahl, die als Monument historique der beweglichen Objekte klassifiziert sind.
- Klarissenkloster aus dem 17. Jahrhundert, seit 2006 als Monument historique eingeschrieben
- Ehemaliger Konvent der Jakobiner aus dem 13. bis 16. Jahrhundert, heute Gebäude der Winzergenossenschaft, Kirche seit 1945 als Monument historique eingeschrieben
- Ehemaliges Kollegiatstift der Oratorier aus dem 17. Jahrhundert, Eingang der ehemaligen Kapelle seit 1941 als Monument historique klassifiziert
- Ehemaliger Konvent der Ursulinen, seit 1989 in Teilen als Monument historique eingeschrieben, seit 1994 in restlichen Teilen klassifiziert. Kirche und Kloster wurden 1678 nach einem Brand im Jahr 1673 wieder aufgebaut. Das Kloster wurde während der Französischen Revolution aufgelöst.
- Reste der Stadtmauer von Poligny aus dem 16. Jahrhundert, seit 1991 in Teilen als Monument historique eingeschrieben
- Turm La Segenterie aus dem 15, Jahrhundert, seit 1985 als Monument historique klassifiziert
- Rathaus (Hôtel de Ville) aus dem frühen 18. Jahrhundert, seit 1992 in Teilen als Monument historique klassifiziert, in restlichen Teilen eingeschrieben
- Bürgerhäuser aus dem 16. bis 19. Jahrhundert

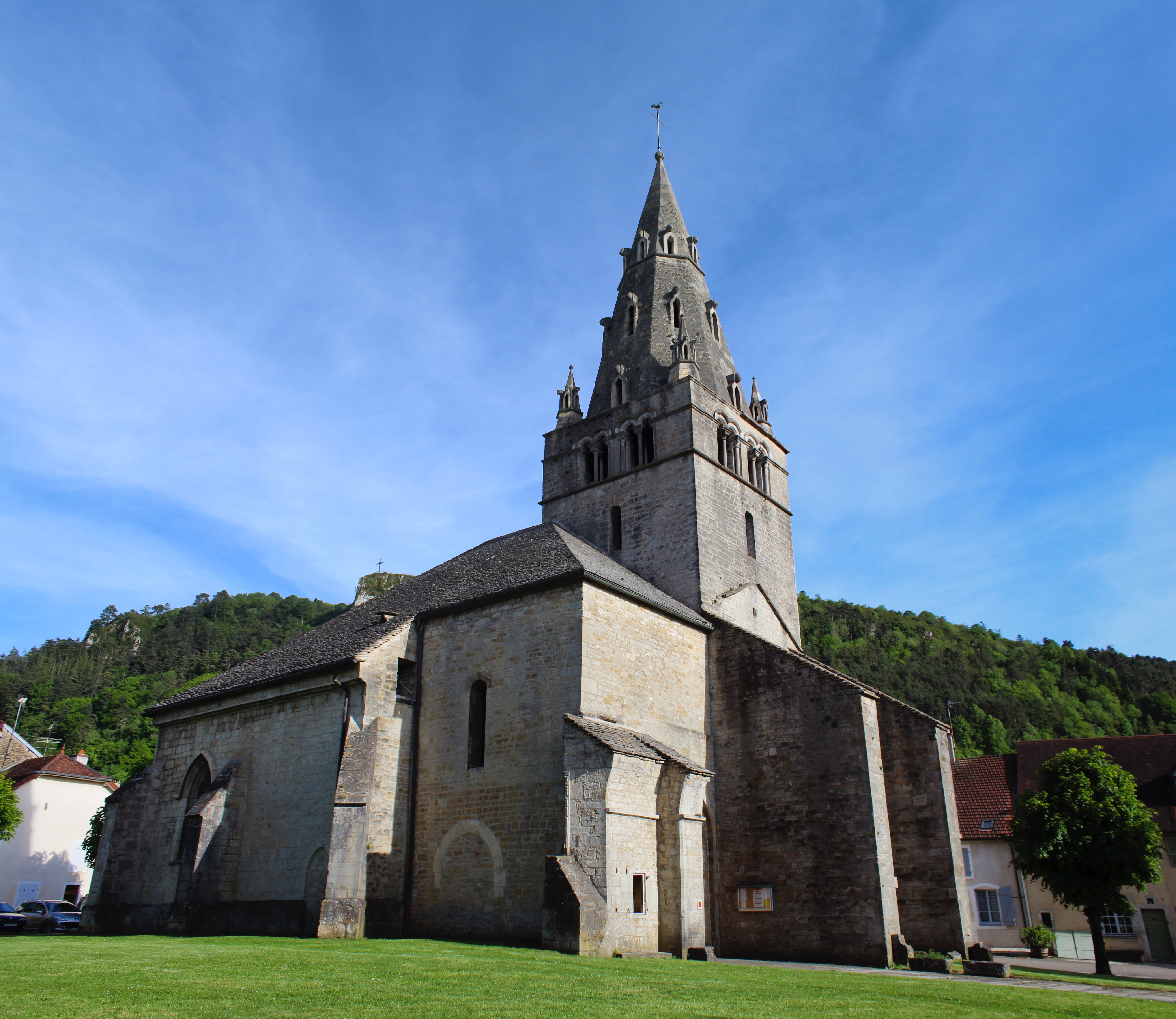
Kirche Notre-Dame de Mouthier-le-Vieillard
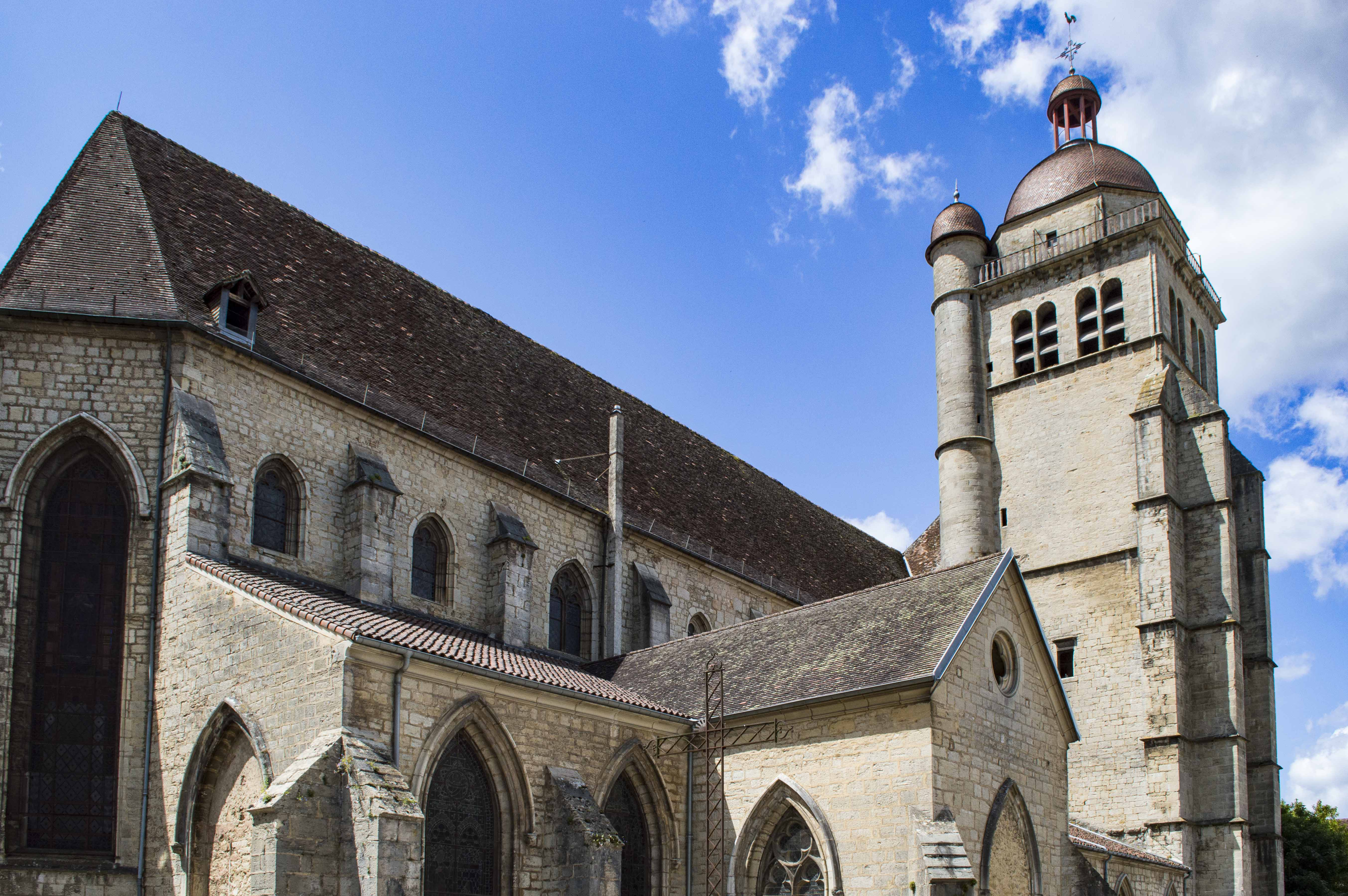
Kollegiatkirche Saint-Hippolyte
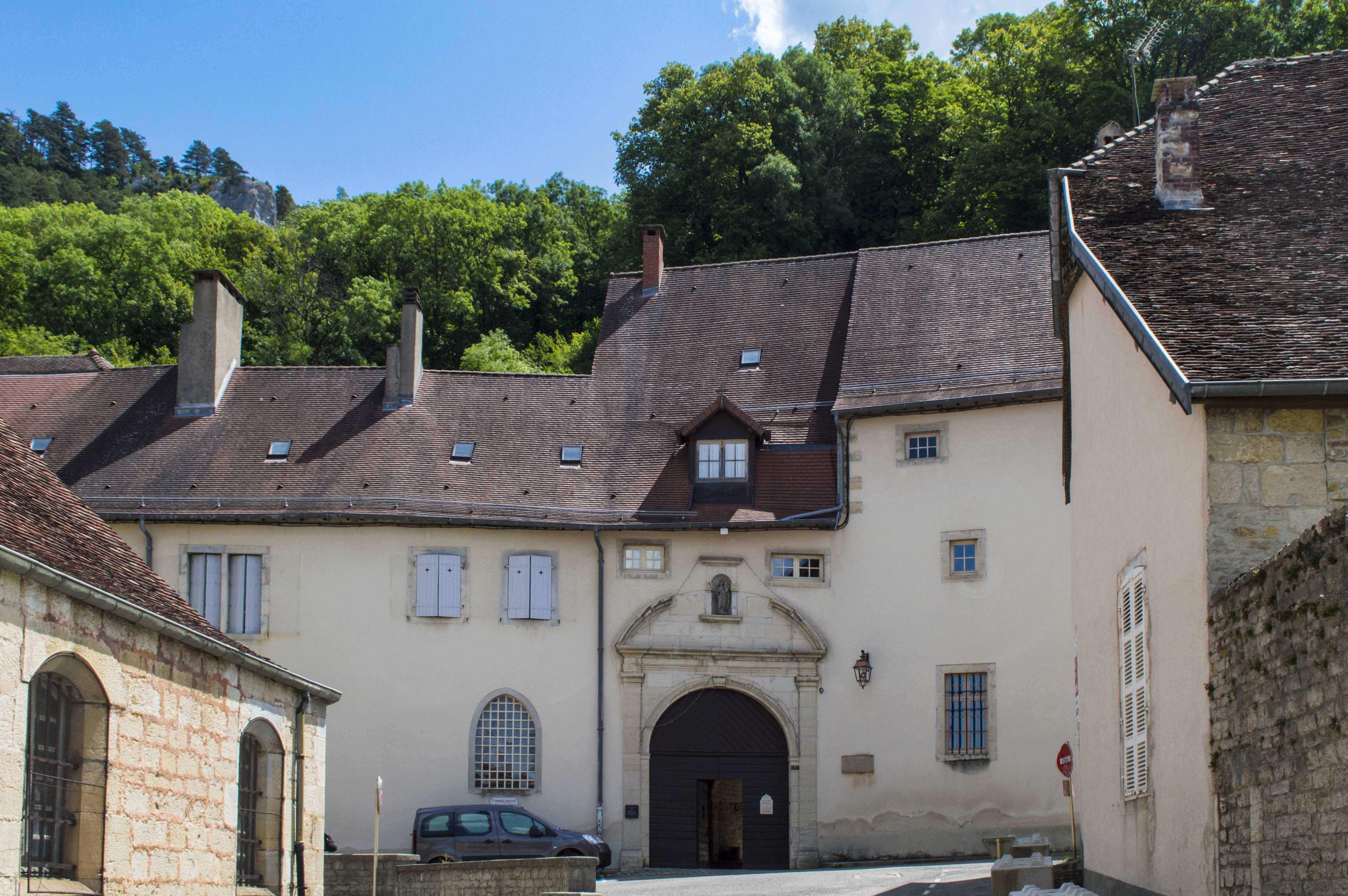
Klarissenkloster
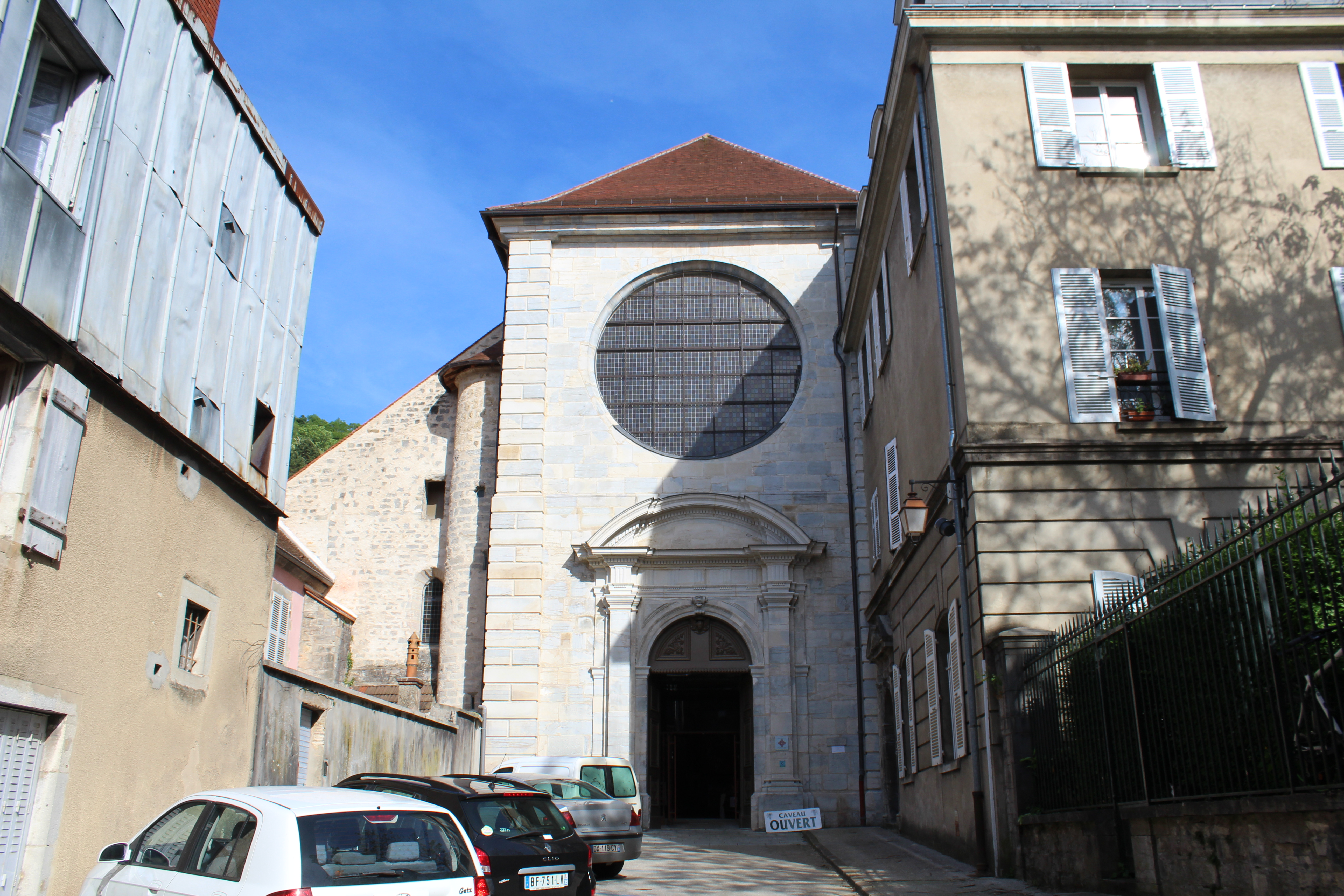
Ehemaliger Konvent der Jakobiner
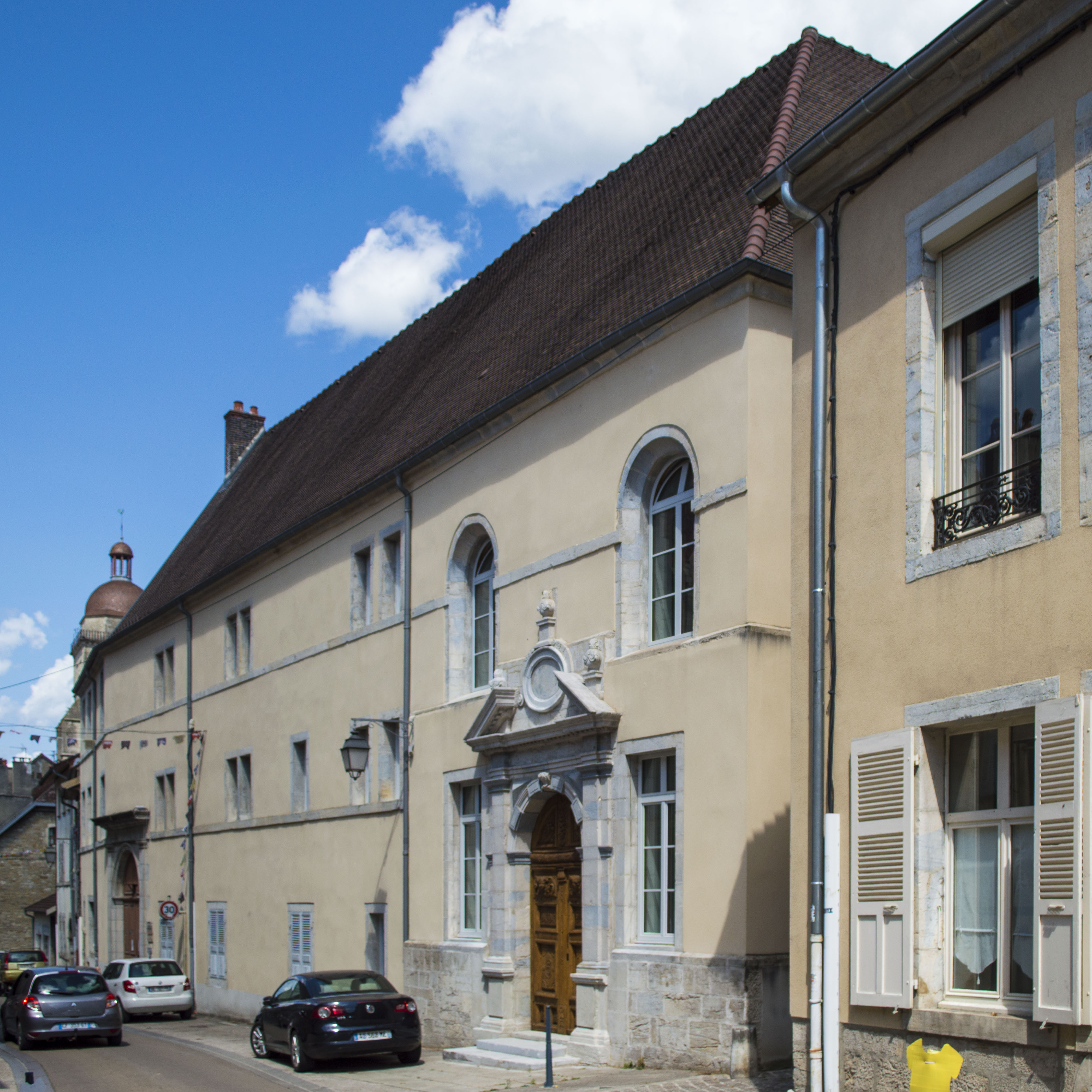
Ehemaliges Kollegiatstift der Oratorier
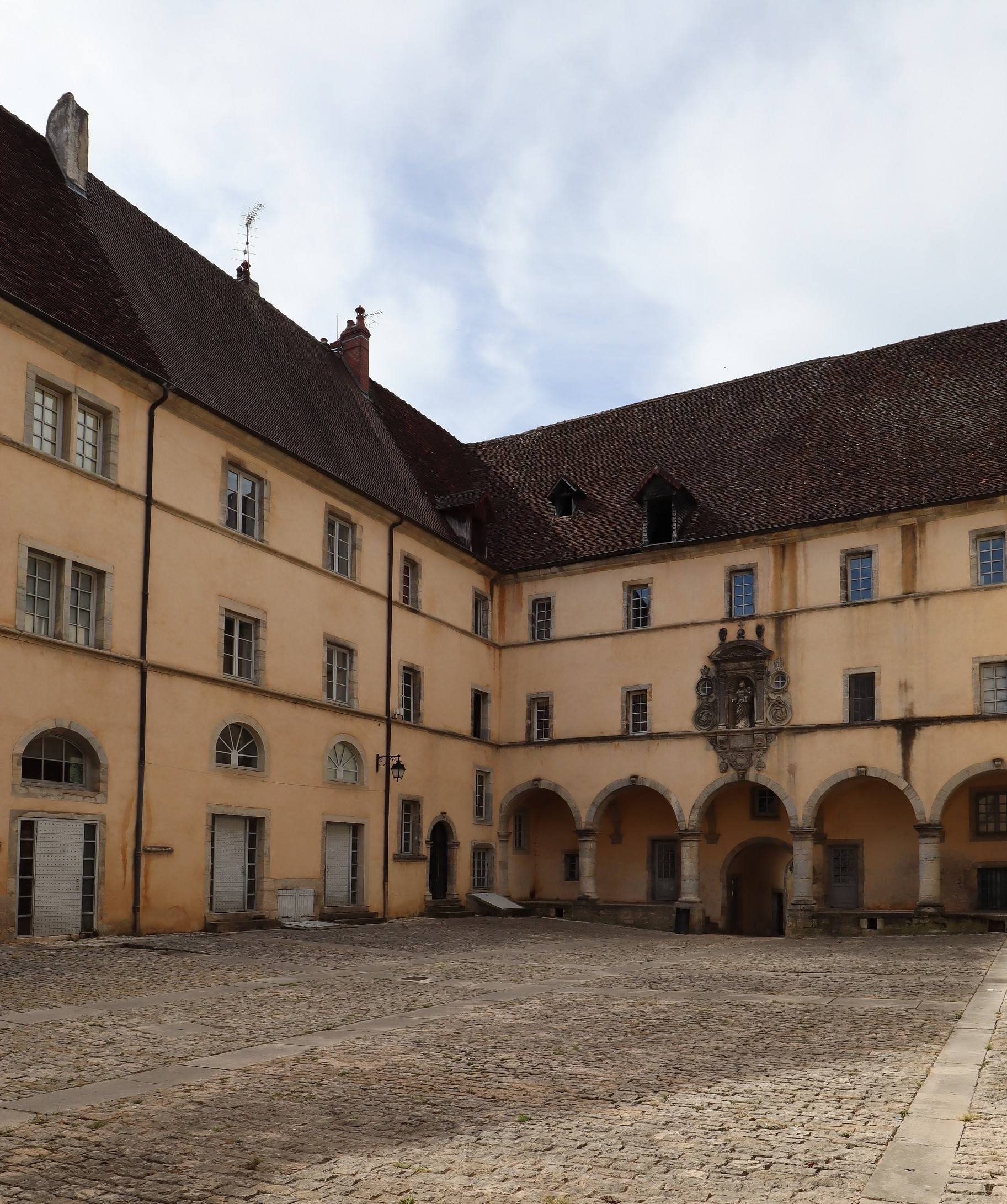
Ehemaliger Konvent der Ursulinen
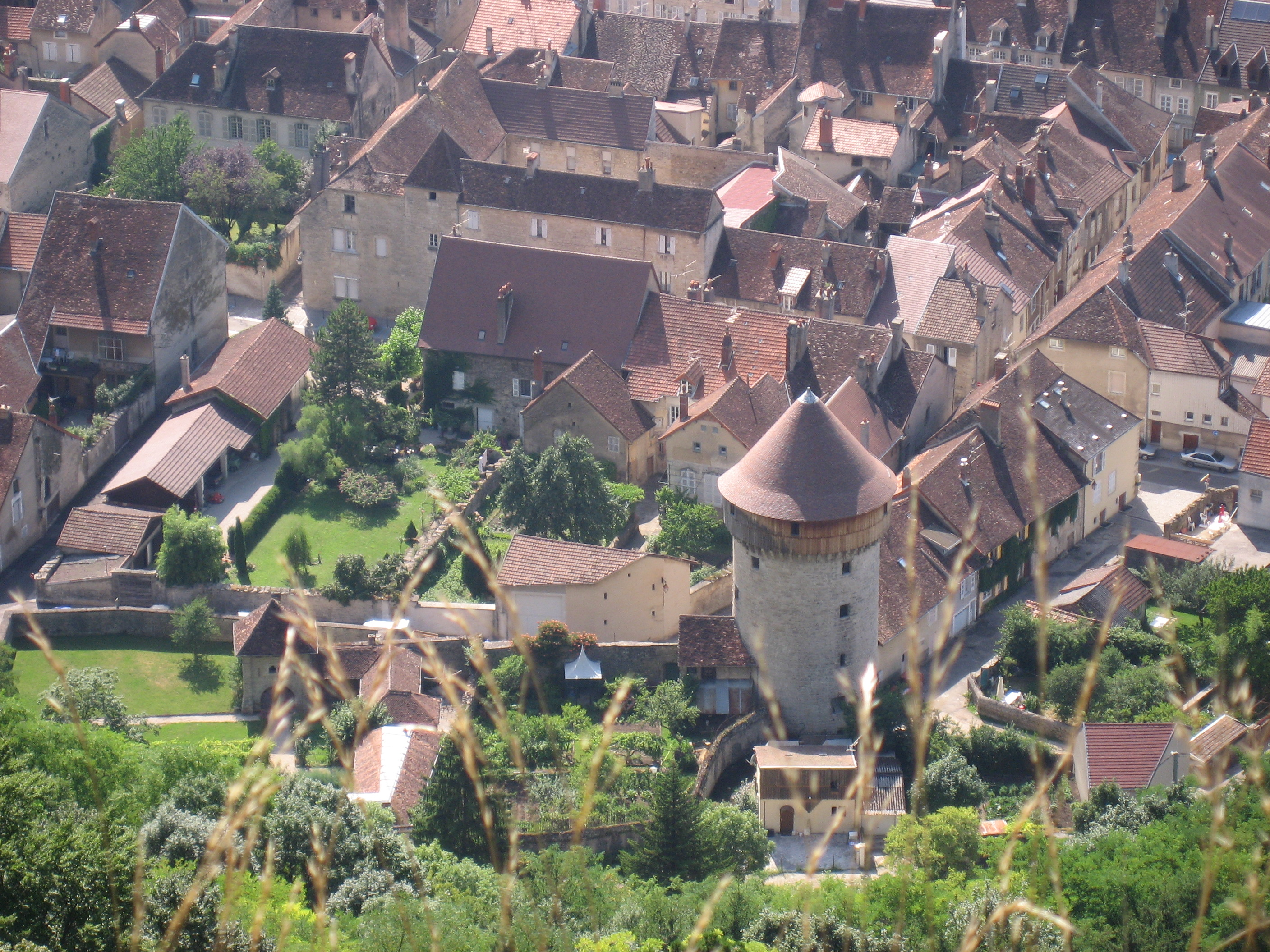
Turm der ehemaligen Stadtmauer
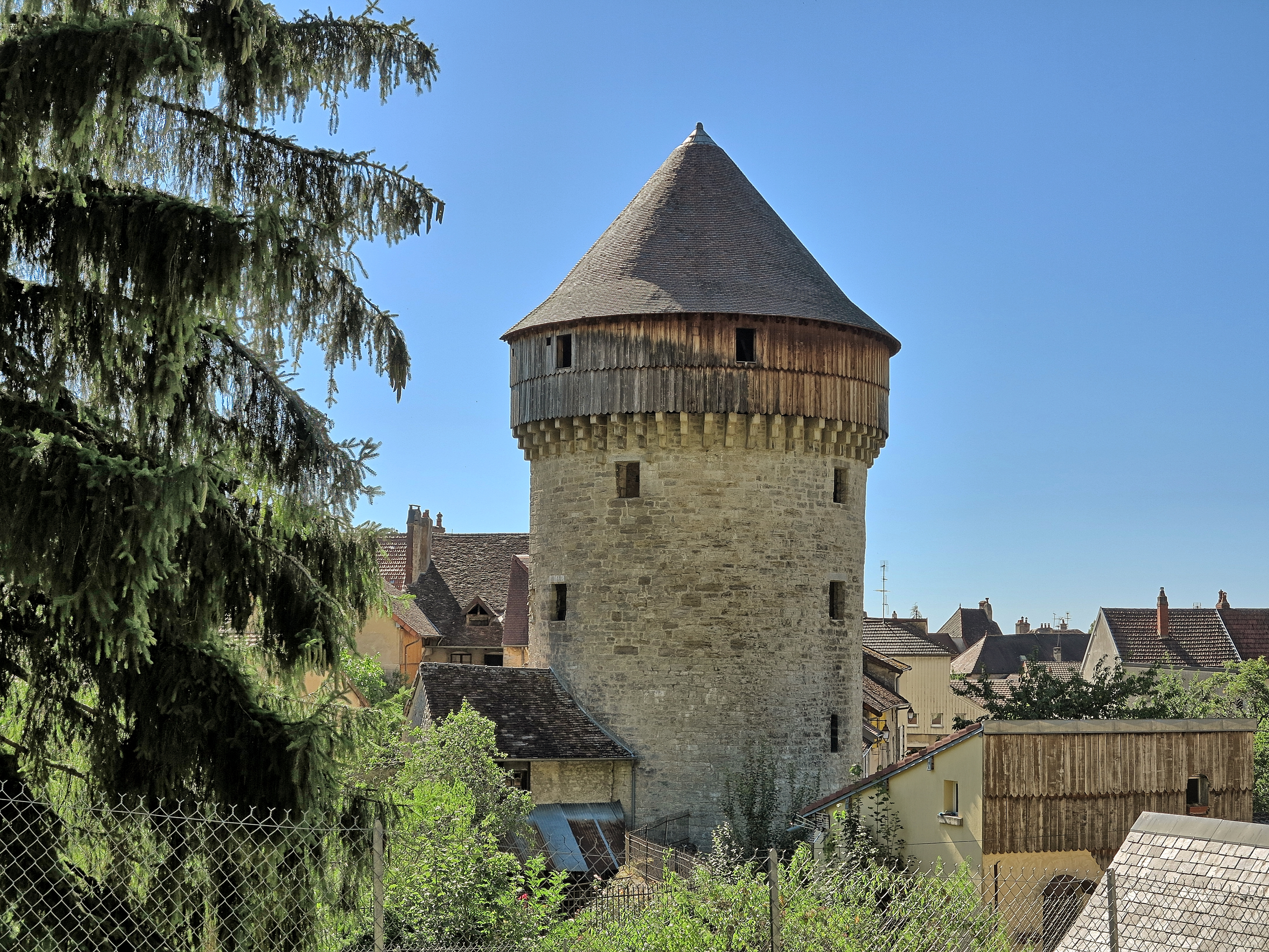
Turm La Segenterie

Ort Vaux-sur-Poligny
- Ehemaliges Priorat Vaux, heutiges Collège aus dem 13. und 14. Jahrhundert, Neubau der Kirche im 19. Jahrhundert, seit 1927 in Teilen als Monument historique eingeschrieben, seit 2002 in weiteren Teilen
- Schloss Vaux-sur-Poligny aus dem ausgehenden 19. Jahrhundert, seit 1998 in Teilen als Monument historique eingeschrieben

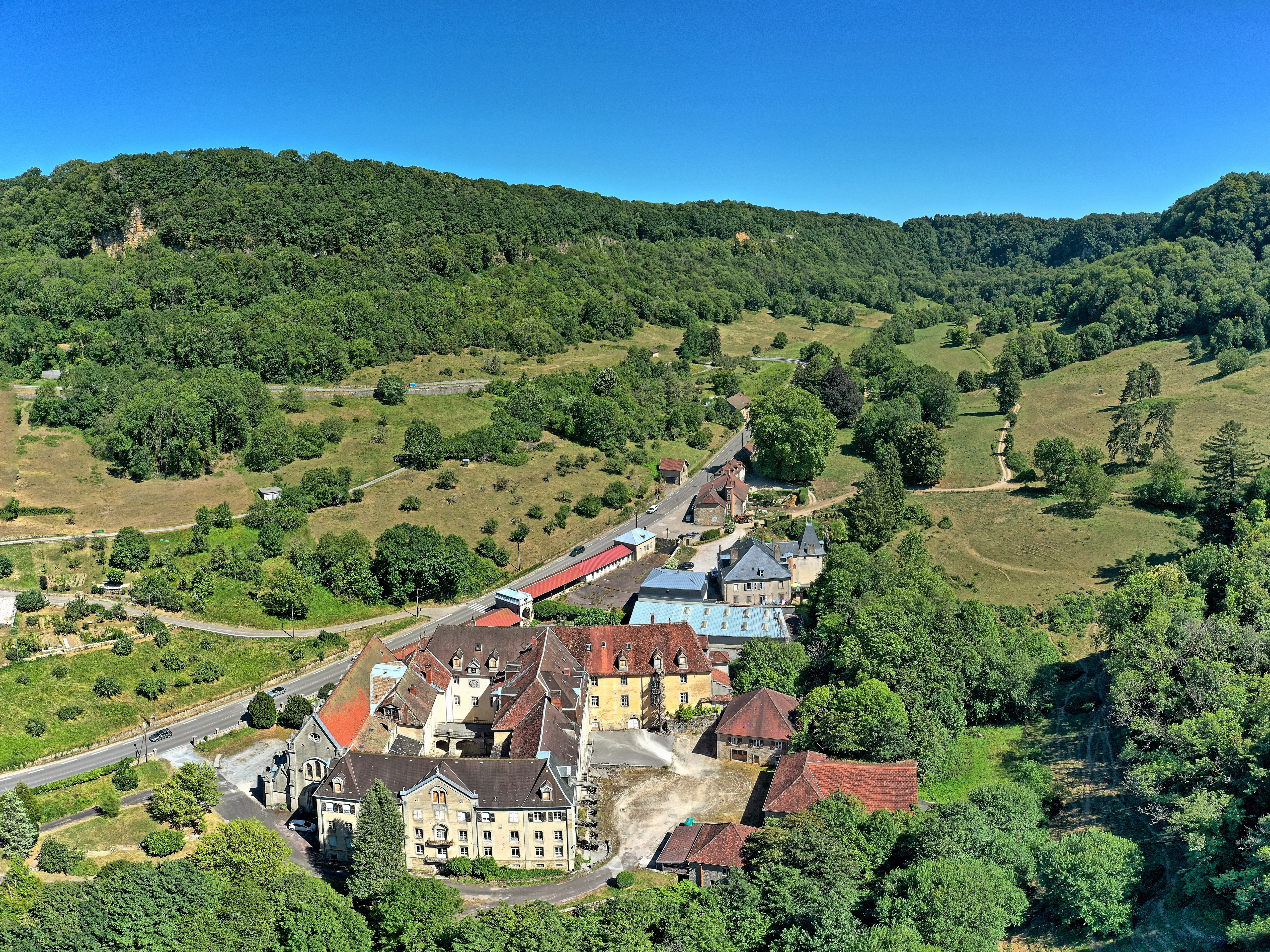
Ehemaliges Priorat Vaux
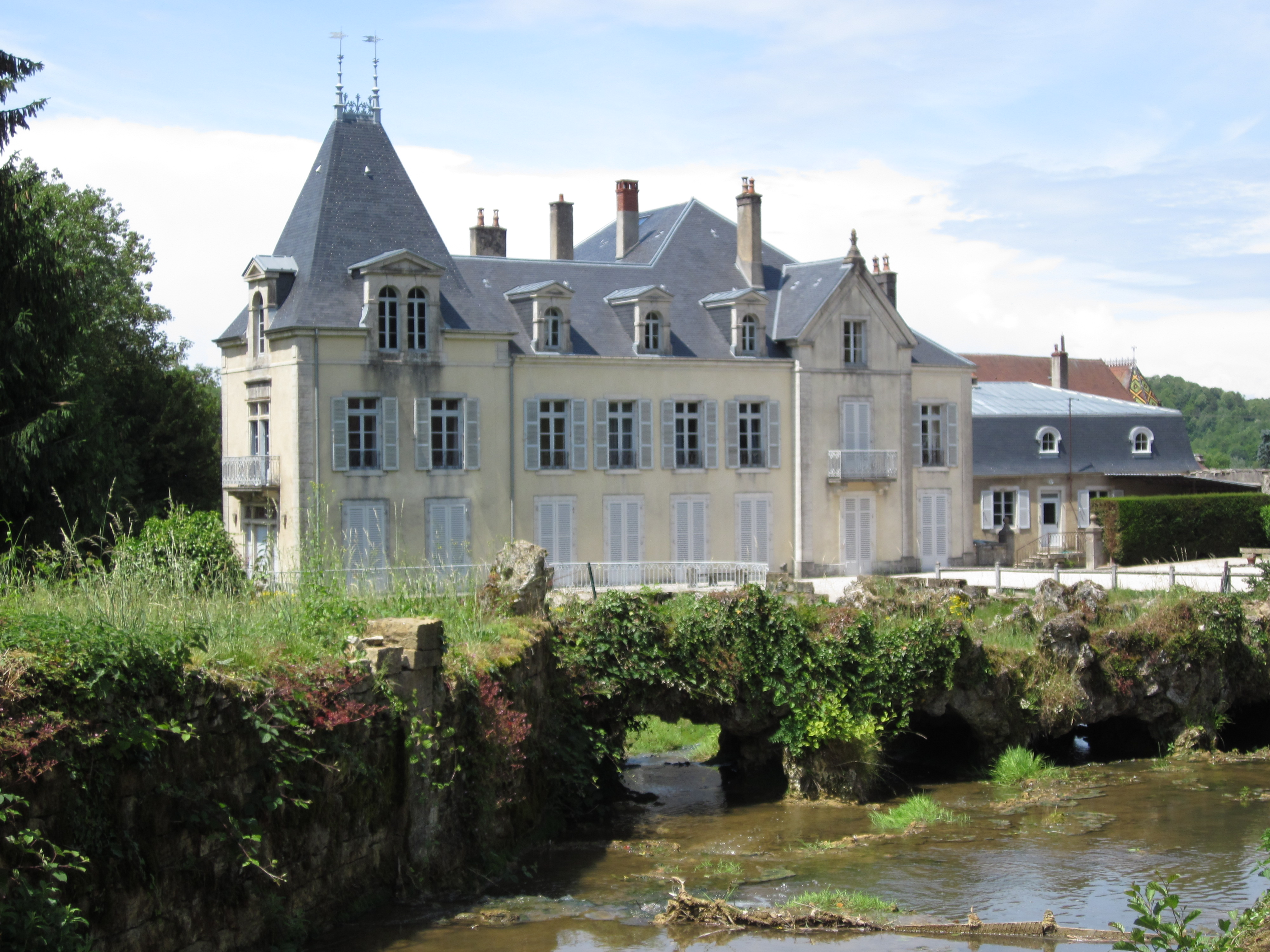
Schloss Vaux-sur-Poligny an der Glantine

## Sport und Freizeit
Der GR 59 „Des Vosges au Jura“, ein 605 Kilometer langer Fernwanderweg vom Ballon d’Alsace (Département Vosges) nach Culoz-Béon (Département Ain) durchquert das Gemeindegebiet von Nordost nach Südwest.

## Bildung
Die Gemeinde verfügt über
- eine öffentliche Vor- und Grundschule (École primaire),
- eine private Vor- und Grundschule „Saint Louis“,
- eine öffentliche Grundschule „Jacques Brel“ (École élémentaire),
- ein öffentliches Collège „Jules Grévy“,
- ein privates Collège „Notre-Dame“,
- ein öffentliches polyvalentes Lycée „Hyacinthe Friant“ und
- einen Campus der öffentlichen École Nationale de l’Innovation, des Laboratoires, de l’Eau et de l’Alimentation (nationale Lehranstalt für Innovation, Labore, Wasser und Ernährung).[4]

## Wirtschaft
Poligny war stets ein durch den Handel, den Weinbau und die Verarbeitung der landwirtschaftlichen Erzeugnisse aus der Umgebung geprägtes Städtchen. Noch heute spielen Handel und Verarbeitung landwirtschaftlicher Produkte eine wichtige Rolle. Poligny liegt im Weinbaugebiet Côtes du Jura und besitzt zahlreiche Weinhandlungen. Größere Rebberge befinden sich an den sonnenexponierten Hängen am Fuß des Juraplateaus nördlich und nordöstlich der Stadt. Ein wichtiger Wirtschaftszweig ist die Molkereiindustrie, insbesondere die Herstellung des Comté. Es gibt fünf Käselagerstätten in Poligny; die Stadt ist Standort der École Nationale d’Industrie Laitière et des Biotechnologies (Enilbio). Zahlreiche weitere Betriebe von kleinerer und mittlerer Größe vereinigen mechanische Werkstätten, der Werkzeugmaschinenbau, das Transportgewerbe, die Brillenherstellung und verschiedene Handelsfirmen und Betriebe des Einzelhandels auf sich. Größere Gewerbe- und Industriezonen befinden sich in der weiten Talebene westlich der Stadt und in Bahnhofsnähe.
Die Gemeinde liegt in den Zonen AOC
- des Holzes des Jura, gewonnen aus Weiß-Tannen oder der Gemeinen Fichte und
- des Comté, einem Hart-Rohmilchkäse,
- des Morbier, einem Rohmilchkäse mit einem charakteristischen Streifen aus Pflanzenasche,
- des Côtes du Jura in den Appellationen weiß, rosé, rot, vin de paille (Strohwein) und vin jaune,
- des Crémant du Jura, einem Schaumwein in den Appellationen weiß und rosé,
- des Macvin du Jura, einem Likörwein in den Appellationen weiß, rosé und rot und
- des Marc du Jura, einem Tresterbrand.[5]

## Verkehr
Die Route nationale 5 von Paris nach Saint-Gingolph an der Grenze zur Schweiz, bis Poligny als Departementsstraße D 905 herabgestuft, durchquert die Orte Poligny und Vaux-sur-Poligny und verbindet die Gemeinde mit Dole im Nordwesten und mit Champagnole im Südosten. Die Route nationale 85 von Lyon nach Straßburg kreuzt diese im Ort Poligny und verbindet die Gemeinde mit Besançon im Nordosten und mit Lons-le-Saunier im Südwesten. Nachgeordnete Departementsstraßen und lokale Landstraßen verbinden die Ortsteile mit den Nachbargemeinden.
Busse einer Linie der Transportgesellschaft MobiGo der Region Bourgogne-Franche-Comté verkehren nach Dole.
Die Gemeinde verfügt über einen Bahnhof im Ort Poligny an der Bahnstrecke Mouchard–Bourg-en-Bresse, der von Zügen des TER Bourgogne-Franche-Comté angefahren wird, die die Gemeinde mit Belfort über Besançon und Mouchard und mit Lyon über Lons-le-Saunier und Bourg-en-Bresse verbindet.

## Städtepartnerschaften
- Klatovy, Tschechien, seit 1992[7]
- Schopfheim, Deutschland, seit 24. Juni 1967[8]